# جورج أرشيبالد
جورج أرشيبالد (بالإنجليزية: George Archibald)‏ هو لاعب كرة قدم أسترالية أسترالي، ولد في 6 أكتوبر 1919، وتوفي في 27 يناير 2006.

## وصلات خارجية
- جورج أرشيبالد على موقع AustralianFootball.com (الإنجليزية)
- جورج أرشيبالد على موقع AFLtables.com (الإنجليزية)